# Badkapel (1874)
De Badkapel was een Nederlandse Hervormde Kerk aan het Gevers Deynootplein in Scheveningen.
De kerk werd in 1874 gebouwd. Architect Herman Jan van den Brink ontwierp een kruiskerk in neogotische stijl, met twee torens aan de voorgevel. In 1915 moest de kerk wijken voor een herinrichting van het Gevers Deynootplein. Het gebouw werd afgebroken en de gemeenschap kreeg een nieuwe kerk aan de Nieuwe Parklaan.